# یادوووک
یادوووک (به لاتین: Jadłówek) یک روستا در لهستان است که در گمینا گرابووو واقع شده‌است.